# Petru Iosub
Petru Iosub, född den 16 juni 1961 i Fălticeni i Rumänien, är en rumänsk roddare.
Han tog OS-guld i tvåa utan styrman i samband med de olympiska roddtävlingarna 1984 i Los Angeles.